# Deutsche Reichspartei
De Deutsche Reichspartei (DRP) was een rechts-extremistische politieke partij in de Bondsrepubliek Duitsland, die bestaan heeft tussen 1950 en 1965. Deze partij was van zeer conservatieve signatuur en greep terug op het extreme conservatisme uit de Weimarrepubliek. De partij is later opgegaan in de NPD.

## Partijkrant
De partij had een ledenblad dat verscheen onder de naam Reichsruf.

## Verkiezingsresultaten
- Bondsdagverkiezingen

Bondsdagverkiezingen van 1953: 295.739 stemmen, 1,1%
Bondsdagverkiezingen van 1957: 308.564 stemmen, 1,0% (-0,1)
Bondsdagverkiezingen van 1961: 262.977 stemmen, 0,8% (-0,2)